# Klaus W. Hälbig
Klaus W. Hälbig (* 1951) ist ein deutscher römisch-katholischer Theologe und Autor.

## Leben
Hälbing studierte Theologie an der Philosophisch-Theologische Hochschule Sankt Georgen sowie an Philosophisch-Theologische Hochschule Vallendar, wo er 2006 mit einer Dissertation zum Thema Die Hochzeit am Kreuz : eine Hinführung zur Mitte promoviert wurde. An der Katholischen Hochschule Mainz erwarb Hälbig eine Graduierung zum Diplom-Religionspädagogen. Anschließend war er bis 2016 Studienleiter des Referats „Religion und Öffentlichkeit“ an der Akademie der Diözese Rottenburg-Stuttgart. Sein publizistischer Schwerpunkt ist die Theologie der christlichen Spiritualität und Mystik im Licht jüdischer Mystik.
Hälbig ist Stiftungsrat der Friedrich Weinreb-Stiftung Zürich.

## Veröffentlichungen (in Auswahl)
- Die Hochzeit am Kreuz : eine Hinführung zur Mitte (= Beiträge zu einer ökumenischen Spiritualität. Band 2). Don Bosco, München 2002, ISBN 3-7698-1637-4.
- Die Schönheit des Logos : kosmische Kreuzestheologie und das Mond-Mysterium der Kirche. EOS, Sankt Ottilien 2016, ISBN 978-3-8306-7800-7.
- Das Feuer vom Himmel : Gottes Geist der Weisheit und Liebe in Schöpfung und Kirche. EOS, Sankt Ottilien 2018, ISBN 978-3-8306-7883-0.
- Die Rückkehr des Bräutigams : Christi Wiederkunft zur Hochzeit als Vollendung der Welt. EOS, Sankt Ottilien 2020, ISBN 978-3-8306-8011-6.
- Das Mysterium der Offenbarung : Jüdisch-christliches Bibellexikon nach dem mystischen Schriftsinn. fe-Medienverlag, Kißlegg 2024, ISBN 978-3-86357-426-0.